# Kybos excava
Kybos excava är en insektsart som först beskrevs av Davidson och Delong 1938.  Kybos excava ingår i släktet Kybos och familjen dvärgstritar. Inga underarter finns listade i Catalogue of Life.